# NGC 1865
NGC 1865 ist ein offener Sternhaufen der Großen Magellanschen Wolke im Sternbild Schwertfisch. Er wurde am 24. Dezember 1835 vom britischen Astronomen John Herschel entdeckt.